# Valentin Arnold
Valentin Arnold (ur. około 1747 w Moguncji, zm. 10 lutego 1812 w Trnawie) – słowacki organmistrz.
Urodził się w rodzinie organistów w Moguncji. Od 1744 mieszkał i pracował w Trnawie, gdzie 28 lutego 1776 uzyskał status mieszczanina, a 7 listopada 1778 został członkiem rady miejskiej.

## Dzieła
Organy piszczałkowe zbudowane przez Valentina Arnolda:
| Rok  | Miejscowość                  | Budynek                                      | Uwagi |
| ---- | ---------------------------- | -------------------------------------------- | --- |
| 1776 | Trnawa (Słowacja)            | Bazylika św. Mikołaja                        | Budowa instrumentu rozbudowanego później przez innych organmistrzów                                                           |
| 1783 | Trnawa (Słowacja)            | Bazylika św. Mikołaja                        | Budowa |
| 1783 | Trnawa (Słowacja)            | Bazylika św. Mikołaja                        | Małe organy w prezbiterium |
| 1784 | Sereď (Słowacja)             | Kościół św. Jana Chrzciciela                 | Niezachowane |
| 1791 | Skalica                      | Kościół św. Michała Archanioła               | Przebudowa instrumentu Johanna Wöckherla z 1649                                                                               |
| 1792 | Cerová (Słowacja)            | Kościół Świętych Aniołów Stróżów             | Przeniesienie i naprawa pozytywu z kościoła w Osuské                                                                          |
| 1795 | Myjava (Słowacja)            | Kościół ewangelicki                          | Niezachowane |
| 1797 | Bańska Szczawnica (Słowacja) | Kościół ewangelicki                          | Budowa instrumentu rozbudowanego w 1956 przez warsztat Rieger-Kloss                                                           |
| 1800 | Nitra (Słowacja)             | Kościół św. Władysława                       | Budowa jednomanuałowych organów rozbudowanych później przez innych organmistrzów                                              |
| 1800 | Trnawa (Słowacja)            | Bazylika św. Mikołaja                        | Największe organy Arnolda. Zachowała się tylko szafa organowa.                                                                |
| 1800 | Veľký Grob (Słowacja)        | Kościół św. Anny                             | |
| 1801 | Voderady (Słowacja)          | Kościół nawiedzenia Najświętszej Maryi Panny | Rozbudowa instrumentu Martina Zorkovskýego z 1733                                                                             |
| 1801 | Vinosady                     | Kościół św. Marcina                          | Pozytyw |
| 1802 | Veľký Grob (Słowacja)        | Kościół ewangelicki                          | |
| 1802 | Valašské Klobouky (Czechy)   | Kościół Podwyższenia Krzyża Świętego         | Niezachowane |
| 1804 | Ladice (Słowacja)            | Kościół Wszystkich Świętych                  | Budowa |
| 1804 | Levice-Kalinčiakovo          | Kościół                                      | Budowa pozytywu dla kościoła reformowanego w Dunaalmás (Węgry), przeniesionego później do Levic                               |
| 1806 | Trstín (Słowacja)            | Kościół Świętych Piotra i Pawła              | Budowa instrumentu rozbudowanego później przez innych organmistrzów. Z organów Arnolda zachowała się tylko skrzynia organowa. |
| 1810 | Tomášikovo (Słowacja)        | Kościół Najświętszej Trójcy                  | Niezachowane |